# Dorfkirche Schulzendorf (Wriezen)

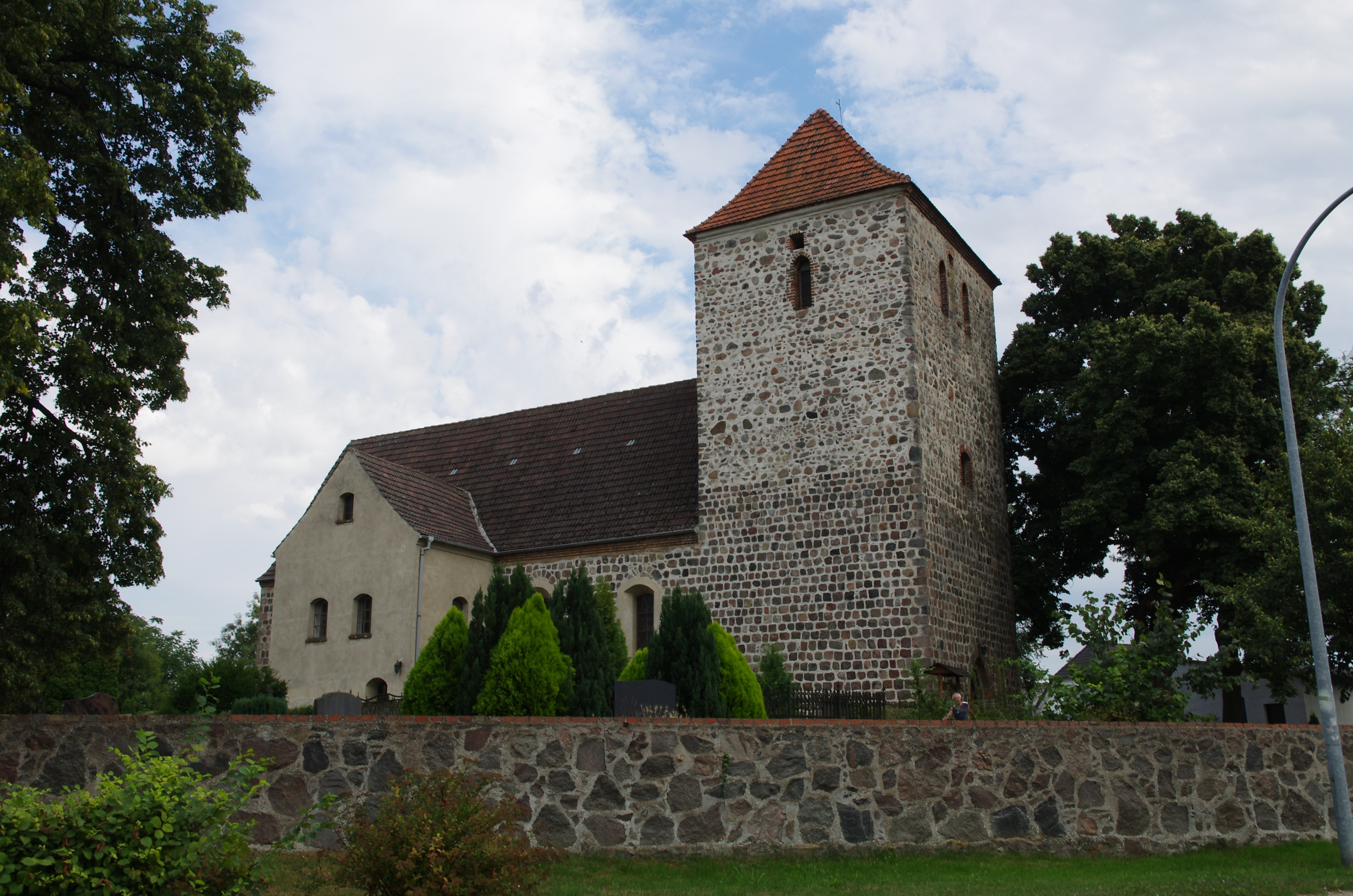
Dorfkirche Schulzendorf (Wriezen)

Die evangelische, denkmalgeschützte Dorfkirche Schulzendorf steht in Schulzendorf, einem Ortsteil der Stadt Wriezen im Landkreis Märkisch-Oderland von Brandenburg. Die Kirche gehört zum Kirchenkreis Oderland-Spree der Evangelischen Kirche Berlin-Brandenburg-schlesische Oberlausitz.

## Beschreibung
Die Feldsteinkirche wurde Mitte des 13. Jahrhunderts erbaut. Sie besteht aus einem Langhaus, das mit einem Satteldach bedeckt ist, dem Chor im Osten, einem querrechteckigen Kirchturm im Westen, der im 15. Jahrhundert aufgestockt und mit einem Walmdach bedeckt wurde, und einem Anbau aus dem 17. Jahrhundert auf der Nordseite des Langhauses für die Sakristei und eine Patronatsloge. Die spitzbogigen Portale an der West-, Süd- und Nordwand sind zum Teil vermauert.
Der Innenraum ist mit einer Flachdecke überspannt. Zur Kirchenausstattung gehört ein zweigeschossiges Altarretabel unter Verwendung eines spätgotischen Schreins. Auf einem Relief ist dort die Kreuzigung Christi dargestellt. Die Orgel wurde 1859 von Georg Mickley gebaut.